# Russischer Winter (Krylow)
Russischer Winter (russisch Русская зима, Russkaja Sima) ist ein Bild von Nikifor Krylow von 1827. Es entstand in einem Dorf am Ufer der Tosna in der Nähe von Sankt Petersburg. Das Gemälde gehört heute zur Sammlung des Russischen Museums.
Ein Mäzen im Ort ließ ein Haus im Ort für Krylow errichten in Austausch gegen das Bild. Krylow malte die Landschaft, die er vom Fenster seines Ateliers aus sehen konnte während der Monate, die er dort verbrachte. Er wohnte am Rande des Ortes und die Einwohner beschäftigten sich mit ihren alltäglichen Aufgaben: Im Vordergrund trägt eine Frau mit einem Joch Eimer voll Wasser, ein Mann führt ein Pferd am Zaumzeug, zwei Frauen haben angehalten und unterhalten sich. In der Ferne erstreckt sich ein Wald, dann eine riesige endlose Ebene. Schnee ist überall, die Bäume sind kahl. Die Sonne steht tief und die Schatten sind lang. Dem Autor gelang es, die Atmosphäre des russischen Winters meisterhaft einzufangen. Eine solche Winterlandschaft in ihrer Einfachheit, diese Aufrichtigkeit ist in der russischen Malerei der ersten Hälfte des 19. Jahrhunderts selten.
Das Gemälde wurde erstmals auf einer Ausstellung in der Akademie der Künste (Академия художеств) präsentiert, wo es von den Zeitgenossen positiv aufgenommen wurde. „Krylow hielt bewundernswert die Beleuchtung fest, die die Landschaft durch das Weiß des Schnees erhält. Er hielt die verschiedenen Farben des bewölkten Himmels und die Besonderheiten fest, die bei extremer Kälte beobachtet werden können.“